# معركة شاتو (2000)
كانت معركة الشاتو في عام 2000 حلقة من الحرب الشيشانية الثانية ، حيث وقعت معركة شرسة في الفترة من 22 إلى 29 فبراير 2000 في مركز شاتوي الإقليمي في الشيشان، آخر قاعدة رئيسية للقوات المسلحة لجمهورية الشيشان . وقدر العدد الإجمالي للقوات المسلحة لجمهورية الشيشان بـ 3000 (على الرغم من أن حوالي 2,000 مقاتل اخترقوا من غروزني ). وترأسهم جميع القادة الميدانيين المعروفين تقريباً، بما في ذلك مسخادوف وغيلاييف وخطاب وباسييف. معركة شاتو سبقت معركة الارتفاع 776 ومعركة كومسومولسكوي.

## قبل التاريخ
خلال معركة غروزني، وبعد الاستيلاء عليها من قبل القوات الاتحادية في فبراير 2000، تمكن البعض من الفرار من المدينة إلى الجنوب، متوجها إلى الجزء الجبلي من الشيشان بضعة آلاف من المقاتلين. تتحرك في اتجاه أرغون خانق، كانوا يعتزمون تنظيم مقاومة للقوات الروسية، والاعتماد على قاعدة الجبل والقرى المحصنة. خلال الوقت الذي انقضى منذ إبرام "اتفاق خاسافيورت"، وانتهت الحرب الشيشانية الأولى، التي بنيت على الطريق الجبلي إيتوم-كالي (الشيشان) في الجزء العلوي من خانق الشيشان بمساعدة المئات من العبيد الروسيين على هذا الطريق، كان هناك إمدادات من المسلحين من جورجيا بالأسلحة والذخيرة.

## مسار المعركة
- في 22 فبراير (الثلاثاء) اقتحمت شاتو. غرق أول هجوم من قبل القوات الاتحادية، ثم دخلت المدفعية والطيران القضية. قاوم المسلحون بشراسة، وتمكنوا حتى من تسجيل مروحية روسية بدعم من طراز ميل مي-24.[2]
- في 23 فبراير، قام المسلحون بعدة مهام استطلاعية لتحديد نقاط الضعف في القوات الفيدرالية في أومي-تشو وشار وأرغون و أوشكالوي وأولوس-كيرت.
- في 29 فبراير، رفع العلم الروسي فوق شاتو [3] ، لكن اثنين من التشكيلات الكبيرة للمقاتلين (بقيادة خطاب وجيلايف) تمكنوا من الفرار من التطوي.